# Halowe Mistrzostwa Europy w Lekkoatletyce 1990 – skok wzwyż mężczyzn
Skok wzwyż mężczyzn – jedna z konkurencji technicznych rozgrywanych podczas halowych lekkoatletycznych mistrzostw Europy w  hali Kelvin Hall w Glasgow. Rozegrano od razu finał 4 marca 1990. Zwyciężył reprezentant Polski Artur Partyka. Tytułu zdobytego na poprzednich mistrzostwach nie obronił Dietmar Mögenburg z Republiki Federalnej Niemiec, który tym razem zdobył brązowy medal.

## Rezultaty

### Finał
Opracowano na podstawie materiału źródłowego.
| Miejsce | Zawodnik              | Wynik | Uwagi |
| ------- | --------------------- | ----- | ----- |
| 1       | Artur Partyka         | 2,33  |       |
| 2       | Arturo Ortiz          | 2,30  |       |
| 3       | Dietmar Mögenburg     | 2,30  |       |
| 3       | Gerd Nagel            | 2,30  |       |
| 5       | Georgi Dykow          | 2,27  |       |
| 6       | Michael Mikkelsen     | 2,27  |       |
| 7       | Dalton Grant          | 2,24  |       |
| 7       | Ralf Sonn             | 2,24  |       |
| 9       | Rudolf Powarnicyn     | 2,24  |       |
| 10      | Róbert Ruffíni        | 2,24  |       |
| 11      | Zdeněk Kubišta        | 2,20  |       |
| 11      | Gustavo Adolfo Becker | 2,20  |       |
| 11      | Péter Deutsch         | 2,20  |       |
| 14      | Håkon Särnblom        | 2,20  |       |
| 15      | Cengiz Akalan         | 2,10  |       |
| 16      | John Holman           | 2,05  |       |
| –       | Sorin Matei           | NM    |       |